# Gastromaladera major
Gastromaladera major är en skalbaggsart som beskrevs av Shuhei Nomura 1959. Gastromaladera major ingår i släktet Gastromaladera och familjen Melolonthidae. Inga underarter finns listade i Catalogue of Life.